# Album vàng 2009
Album vàng 2009 là mùa thứ ba của chương trình giải thưởng âm nhạc Album vàng do Cát Tiên Sa và Đài Truyền hình Thành phố Hồ Chí Minh phối hợp sản xuất.

## Sản xuất
Ngày 20 tháng 4 năm 2009, Ban tổ chức đã mở một buổi họp báo thông báo về việc tổ chức Album vàng 2009.
Album vàng 2009 sẽ có 10 liveshow tháng, các chương trình sẽ được trực tiếp chính trên kênh HTV7 vào ngày thứ hai, tuần thứ 2 hằng tháng. Sẽ có 2 gala tổ chức sau liveshow thứ 5 và sau khi kết thúc 10 liveshow. Các album dự thi phải được phát hành trong nước từ ngày 1 tháng 10 năm 2008 đến ngày 8 tháng 2 năm 2009; mỗi nghệ sĩ được gửi tối đa 2 album tham dự.
Điểm thay đổi khác là thành phần 18 người của Hội đồng nghệ thuật được chia làm hai nhóm: nhóm 13 thành viên chọn lựa album trước buổi liveshow còn nhóm 5 thành viên sẽ chấm điểm trong các buổi liveshow. Kết quả sẽ là tổng điểm của hai nhóm và được biết trước 70%. Sẽ có tối đa 2 album giành cao điểm nhất (khoảng 40% số phiếu) sẽ đoạt giải Album nghệ thuật xuất sắc của tháng. Phần nhận xét của thành viên Hội đồng nghệ thuật đối với các album sẽ được ghi hình trước và phát xen kẽ các tiết mục biểu diễn trong liveshow.
Ngoài ra sẽ có thêm giải Ca sĩ trình diễn hay nhất của từng liveshow. Thay thế cho chuyên mục Câu chuyện những album của hai mùa trước là chuyên mục mới Cận cảnh album. Giải Album nghệ thuật xuất sắc và Album được yêu thích của tháng có trị giá 10 triệu đồng còn giải Album nghệ thuật xuất sắc của năm có trị giá 30 triệu đồng. Album vàng 2009 được tài trợ bởi dịch vụ âm nhạc I-muzik của Viettel.

## Liveshow tháng
Chương trình đặc biệt Album Vàng – Hai năm nhìn lại được tổ chức tối ngày 9 tháng 3 năm 2009 tại Nhà hát Truyền hình - Đài truyền hình Thành phố Hồ Chí Minh, được truyền hình trực tiếp trên kênh HTV7. Chương trình mang tính tổng kết, nhìn nhận lại hai mùa đã qua và mở màn cho Album vàng 2009. Tham gia biểu diễn trong chương trình này là một số ca sĩ đã từng tham gia như Đàm Vĩnh Hưng, Hồ Ngọc Hà, Đan Trường, 5 Dòng Kẻ, Lam Trường, Thanh Thảo, Hiền Thục và một số ca sĩ trẻ như: Quang Vinh, Bảo Thy, Thanh Ngọc, Wanbi Tuấn Anh và Minh Hằng.

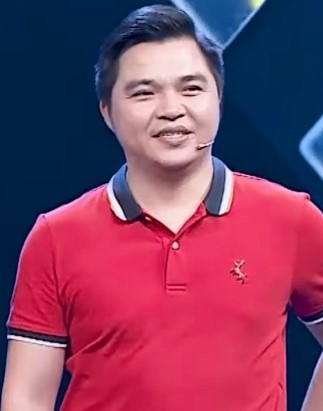
Lê Minh (nhóm MTV)

### Tháng 5
Liveshow đầu tiên tổ chức vào ngày 11 tháng 5 năm 2009 tại Nhà hát Truyền hình - Đài Truyền hình Thành phố Hồ Chí Minh, chương trình được truyền hình trực tiếp trên các kênh HTV7, Hải Phòng, Quảng Ninh, Huế, Cần Thơ, Hậu Giang và Kiên Giang. Giải Ca sĩ trình diễn hay nhất liveshow này thuộc về Phương Linh với hai ca khúc "Cơn gió lạ" và "Em trong mắt tôi".
| Giải thưởng               | Mã sỗ (stt) | Album         | Nghệ sĩ đề cử         | Chú thích |
| ------------------------- | ----------- | ------------- | --------------------- | --------- |
| Album Nghệ thuật xuất sắc | 1           | Pha lê        | Phương Linh           | [ 7 ]     |
| Album Nghệ thuật xuất sắc | 2           | Sài Gòn Radio | Hà Anh Tuấn           | [ 7 ]     |
| Album được yêu thích      | 5           | Đêm tình nhân | Phương Uyên – Lê Minh | [ 7 ]     |
| Top 5                     | 3           | Mưa thu       | Hoàng Lê Vy           | [ 7 ]     |
| Top 5                     | 4           | Tình pha lê   | Khánh Ngọc            | [ 7 ]     |
| Ca sĩ trình diễn hay nhất |             |               | Phương Linh           | [ 12 ]    |

Khách mời của chương trình có ca sĩ Lam Trường và Mỹ Tâm. Thay thế cho chuyên mục Câu chuyện những album của hai mùa trước là chuyên mục mới Cận cảnh album, với khách mời đầu tiên là ca sĩ Mỹ Tâm và câu chuyện về dự án âm nhạc Thời gian và tôi.

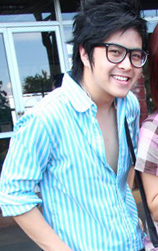
WanBi Tuấn Anh

### Tháng 6
Liveshow thứ hai được tổ chức vào tối ngày 8 tháng 6 năm 2009 tại Nhà hát Truyền hình - Đài Truyền hình Thành phố Hồ Chí Minh, với ca sĩ khách mời là Khánh Phương, Minh Thư và Cao Thái Sơn.
| Giải thưởng               | Mã sỗ (stt) | Album                 | Nghệ sĩ đề cử  | Chú thích |
| ------------------------- | ----------- | --------------------- | -------------- | --------- |
| Album nghệ thuật xuất sắc | 10          | Nhan sắc              | Mỹ Lệ          | [ 6 ]     |
| Album được yêu thích      | 8           | Wanbi Tuấn Anh 0901   | Wanbi Tuấn Anh | [ 6 ]     |
| Top 5                     | 9           | Hát                   | Võ Hạ Trâm     | [ 6 ]     |
| Top 5                     | 7           | Mai Khôi hát Quốc Bảo | Mai Khôi       | [ 6 ]     |
| Top 5                     | 6           | Mặt nạ                | Liêu Anh Tuấn  | [ 6 ]     |
| Ca sĩ trình diễn hay nhất |             |                       | Võ Hạ Trâm     | [ 6 ]     |

Dù giành giải Album nghệ thuật xuất sắc với 50% phiếu bầu của Hội đồng nghệ thuật nhưng Mỹ Lệ vẫn bị nhạc sĩ Tôn Thất Lập nhận xét là chưa có thay đổi. Ca sĩ trẻ vừa gia nhập showbiz được một năm rưỡi đã giành được giải Album được yêu thích với 66% bình chon của khán giả.

### Tháng 7
Liveshow thứ năm được tổ chức tối ngày 13 tháng 7 năm 2009 tại Nhà hát Truyền hình - Đài Truyền hình Thành phố Hồ Chí Minh. I-muzik tài trợ và truyền hình trực tiếp trên HTV7. Các khách mời của chương trình gồm: Hồ Ngọc Hà, Hà Anh Tuấn, Ngô Kiến Huy.
| Giải thưởng               | Mã sỗ (stt) | Album                      | Nghệ sĩ đề cử | Chú thích     |
| ------------------------- | ----------- | -------------------------- | ------------- | ------------- |
| Album nghệ thuật xuất sắc | 12          | Chân dung 17 (Portrait 17) | Hiền Thục     | [ 18 ] [ 20 ] |
| Album được yêu thích      | 14          | Ngày và đêm                | Quang Vinh    | [ 18 ] [ 20 ] |
| Top 5                     | 15          | Nhớ                        | Mây Trắng     | [ 18 ] [ 20 ] |
| Top 5                     | 11          | Si mê                      | Nhật Tinh Anh | [ 18 ] [ 20 ] |
| Top 5                     | 13          | Hoài niệm                  | Hồ Trung Dũng | [ 18 ] [ 20 ] |
| Ca sĩ trình diễn hay nhất |             |                            | Hồ Trung Dũng | [ 18 ] [ 20 ] |

### Tháng 8
Liveshow thứ sáu được tổ chức tối ngày 10 tháng 8 năm 2009 tại Nhà hát Truyền hình - Đài Truyền hình Thành phố Hồ Chí Minh. I-muzik tài trợ và truyền hình trực tiếp trên HTV7. Ca sĩ khách mời của liveshow là Thanh Lam và Thanh Ngọc.
| Giải thưởng               | Mã sỗ (stt) | Album           | Nghệ sĩ đề cử  | Chú thích     |
| ------------------------- | ----------- | --------------- | -------------- | ------------- |
| Album nghệ thuật xuất sắc | 16          | 9               | Phương Anh     | [ 21 ] [ 25 ] |
| Album được yêu thích      | 17          | Miss You        | Quang Hà       | [ 21 ] [ 26 ] |
| Top 5                     | 18          | Và anh đã đến   | Hải Yến        | [ 21 ]        |
| Top 5                     | 19          | Mùa xuân đâu đó | Nguyễn Hồng Ân | [ 21 ]        |
| Top 5                     | 20          | Thảo            | Thanh Thảo     | [ 21 ]        |

### Tháng 9
Liveshow thứ bảy được tổ chức ngày 14 tháng 9 năm 2009 tại Nhà hát Truyền hình - Đài Truyền hình Thành phố Hồ Chí Minh.

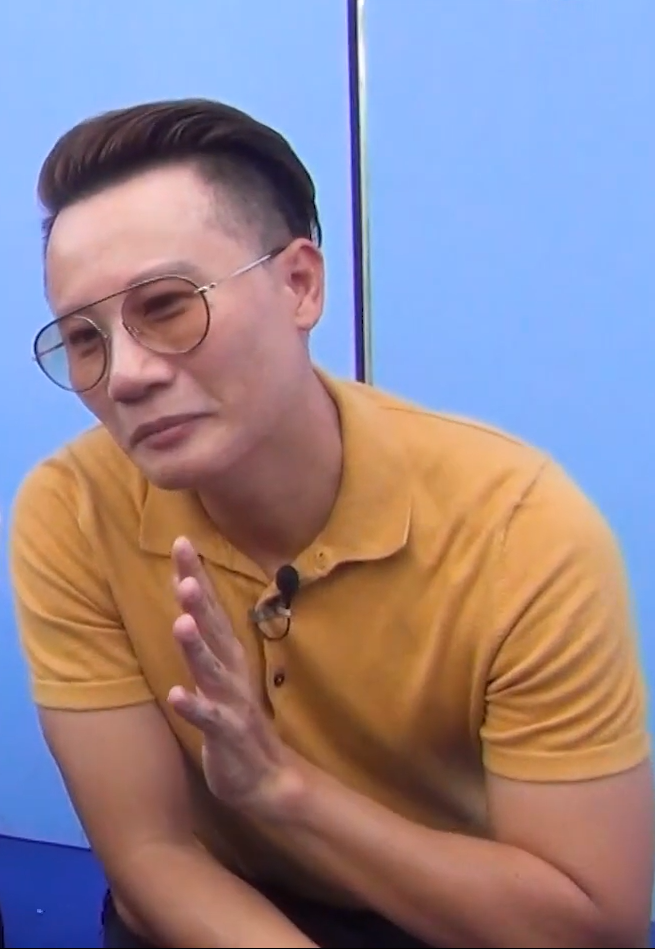
Hoàng Bách

Trong tháng này không có album nào giành giải Album nghệ thuật xuất sắc, còn giải Album được yêu thích đã thuộc về Con đường mưa của Cao Thái Sơn với 80,20% lượng bình chọn từ khán giả. Khách mời của liveshow này là Quang Dũng, Đoan Trang và Đông Nhi.
| Giải thưởng               | Mã sỗ (stt) | Album          | Nghệ sĩ đề cử                 | Chú thích     |
| ------------------------- | ----------- | -------------- | ----------------------------- | ------------- |
| Album được yêu thích      | 25          | Con đường mưa  | Cao Thái Sơn                  | [ 30 ] [ 28 ] |
| Top 5                     | 24          | Bước kế tiếp   | Hồ Bích Ngọc                  | [ 31 ]        |
| Top 5                     | 23          | Thoáng mây bay | Hoàng Bách                    | [ 31 ]        |
| Top 5                     | 22          | Hồng Ngọc 20   | Giang Hồng Ngọc               | [ 31 ]        |
| Top 5                     | 21          | The Men vol.1  | The Men (Tiến Dũng, Lê Hoàng) | [ 31 ]        |
| Ca sĩ trình diễn hay nhất |             |                | Giang Hồng Ngọc               | [ 31 ]        |

### Tháng 10
Đúng như thể lệ ban đầu, liveshow thứ năm là đêm Gala không mang tính thi lấy điểm với chủ đề “Vũ hội âm nhạc”. Liveshow tổ chức tối ngày 12 tháng 10 năm 2009 tại Câu lạc bộ Lan Anh và được truyền hình trực tiếp trên kênh HTV7 và các đài tiếp sóng:  HTV7, Hải Phòng, Quảng Ninh, Huế, Cần Thơ, Hậu Giang và Kiên Giang và Hòa Bình. Chương trình tổng hợp lại những sáng tạo trong âm nhạc thể hiện qua các album cũng như hình tượng mà các ca sĩ đã nỗ lực xây dựng.

### Tháng 11
Liveshow thứ bảy được tổ chức tối ngày 9 tháng 11 năm 2009 tại Nhà hát Truyền hình - Đài Truyền hình Thành phố Hồ Chí Minh.
| Giải thưởng               | Mã sỗ (stt) | Album         | Nghệ sĩ đề cử  | Chú thích     |
| ------------------------- | ----------- | ------------- | -------------- | ------------- |
| Album nghệ thuật xuất sắc | 29          | Có đôi lần    | Phương Vy      | [ 36 ] [ 37 ] |
| Album được yêu thích      | 30          | Hạt nhân      | Phan Đinh Tùng | [ 37 ]        |
| Top 5                     | 26          | Lời hứa       | Duy Khoa       | [ 33 ]        |
| Top 5                     | 27          | Em muốn...    | Trà My Angel   | [ 33 ]        |
| Top 5                     | 28          | Thuở ấy có em | Xuân Phú       |               |
| Ca sĩ trình diễn hay nhất |             |               | Xuân Phú       | [ 37 ]        |

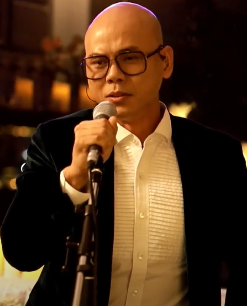
Phan Đinh Tùng

Chương trình có sự tham gia của ca sĩ khách mời là Phương Thanh, Thu Minh và Tim.

### Tháng 12
Liveshow thứ tám được tổ chức tối ngày 14 tháng 12 năm 2009 tại Nhà hát Truyền hình - Đài Truyền hình Thành phố Hồ Chí Minh, với các khách mời Thanh Thảo, Phương Trinh.
Liveshow tháng thứ tám được đánh giá là có chất lượng tương đối thấp ngoại trừ Cẩm Ly nhiều kinh nghệm và Song Giang có phong độ tốt, thì 3 thí sinh có đề cử còn lại đều tham dự với album đầu tay. Trong đó có hai thí sinh của Vietnam Idol là Ngọc Ánh và Đinh Ứng Phi Trường. Tuy nhiên liveshow này vẫn không có album nào giành giải Album nghệ thuật xuất sắc, Đây là liveshow thứ hai trong năm không có giải thường này.
| Giải thưởng               | Mã sỗ (stt) | Album             | Nghệ sĩ đề cử       | Chú thích |
| ------------------------- | ----------- | ----------------- | ------------------- | --------- |
| Album được yêu thích      | 35          | Em không thể quên | Cẩm Ly              | [ 38 ]    |
| Top 5                     | 34          | Giật mình         | Ngọc Ánh            | [ 38 ]    |
| Top 5                     | 33          | Ước mơ có nhau    | Song Giang          | [ 38 ]    |
| Top 5                     | 32          | Chợt nhớ          | Dương Quốc Hưng     | [ 38 ]    |
| Top 5                     | 31          | Fashion Singer    | Đinh Ứng Phi Trường | [ 38 ]    |
| Ca sĩ trình diễn hay nhất |             |                   | Cẩm Ly              | [ 42 ]    |

### Tháng 1 (2010)
Liveshow thứ chín được tổ chức tối ngày 11 tháng 1 năm 2010 tại Nhà hát Truyền hình - Đài Truyền hình Thành phố Hồ Chí Minh, được truyền hình trực tiếp trên kênh HTV7 và tiếp sóng trên dịch vụ MobiTV của Viettel. Ngay trong lần đầu tiên tham dự Album vàng, Ngô Kiến Huy dã giành được giải của liveshow tháng do khán giả bình chọn. Khách mời của chương trinhg gồm có Hồ Quỳnh Hương và Thủy Tiên.

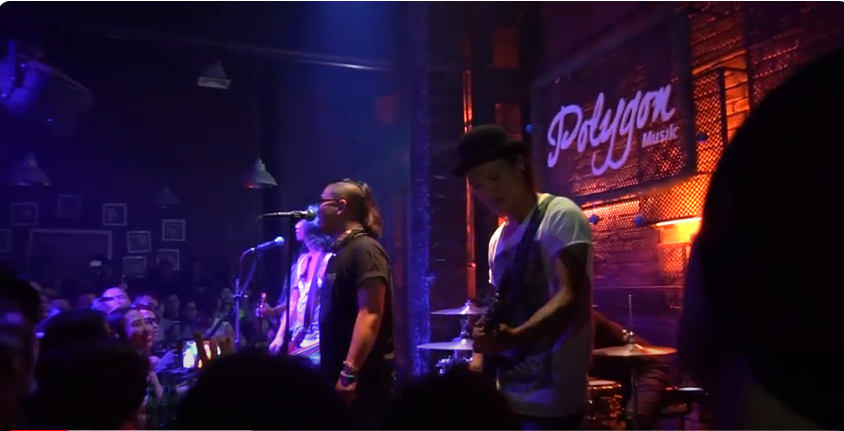
Microwave

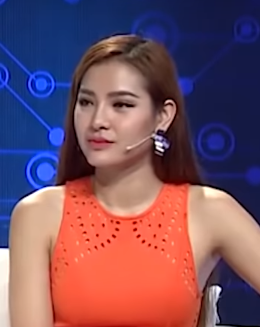
Phương Trinh Jolie

| Giải thưởng               | Mã sỗ (stt) | Album                 | Nghệ sĩ đề cử          | Chú thích     |
| ------------------------- | ----------- | --------------------- | ---------------------- | ------------- |
| Album nghệ thuật xuất sắc | 40          | Thời gian             | Microwave              | [ 47 ] [ 49 ] |
| Album được yêu thích      | 39          | Chạm tay vào điều ước | Ngô Kiến Huy           | [ 47 ] [ 49 ] |
| Top 5                     | 36          | Hãy là một kỉ niệm    | Mạnh Quân              | [ 45 ] [ 49 ] |
| Top 5                     | 37          | Cho người tình lỡ     | Quang Hà - Quách An An | [ 45 ] [ 49 ] |
| Top 5                     | 38          | Con đường mang tên em | Vân Khánh              | [ 45 ] [ 49 ] |

### Tháng 2 (2010)
Liveshow thứ mười được tổ chức tối ngày 8 tháng 2 năm 2010 tại Nhà hát Truyền hình - Đài Truyền hình Thành phố Hồ Chí Minh. Khách mời của gồm có Hồ Ngọc Hà, Quanh Vinh, Yến Trang, Yến Nhi.
| Giải thưởng               | Mã sỗ (stt) | Album              | Nghệ sĩ đề cử | Chú thích |
| ------------------------- | ----------- | ------------------ | ------------- | --------- |
| Album nghệ thuật xuất sắc | 45          | Một thập kỷ ca hát | 5 Dòng Kẻ     | [ 53 ]    |
|                           | 44          | Con đường tình yêu | Lam Trường    | [ 50 ]    |
|                           | 43          | Ngọc Hà            | Quốc Đại      | [ 50 ]    |
|                           | 42          | Một ngày yêu       | Phương Trinh  | [ 50 ]    |
|                           | 41          | Nam Nhi            | Thiên Vương   | [ 50 ]    |
| Ca sĩ trình diễn hay nhất |             |                    | 5 Dòng Kẻ     | [ 53 ]    |

### Tháng 3 (2010)
Liveshow tháng cuối cùng được tổ chức vào ngày 8 tháng 3 năm 2010 tại Nhà hát Truyền hình - Đài Truyền hình Thành phố Hồ Chí Minh. Ngoài album Ngỡ đâu tình đã của ca sĩ Hồng Hạnh thì 4 trong số 5 album được vào liveshow tháng này là của các ca sĩ trẻ. Chương trình có sự tham gia của các khách mời: Cao Thái Sơn, Dương Triệu Vũ và nhóm Mặt Trời Đỏ.

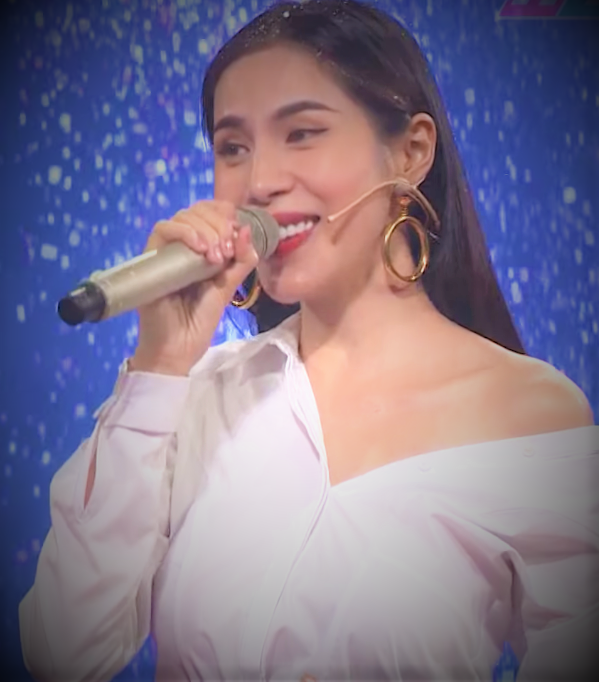
Thủy Tiên

| Giải thưởng               | Mã sỗ (stt) | Album              | Nghệ sĩ đề cử | Chú thích     |
| ------------------------- | ----------- | ------------------ | ------------- | ------------- |
| Album nghệ thuật xuất sắc | 49          | Phố kỷ niệm        | Nguyên Vũ     | [ 56 ]        |
| Album được yêu thích      | 48          | Ngôi nhà hạnh phúc | Thủy Tiên     | [ 56 ]        |
| Top 5                     | 47          | Hát cùng tôi       | Quốc Thiên    | [ 56 ] [ 57 ] |
| Top 5                     | 46          | Bước chân phù du   | Khang Việt    | [ 56 ] [ 57 ] |
| Top 5                     | 50          | Ngỡ đâu tình đã    | Hồng Hạnh     | [ 56 ] [ 57 ] |

## Trao giải
Buổi trao giải của năm được tổ chức tối ngày 12 tháng 4 năm 2010 tại Nhà hát Truyền hình - Đài Truyền hình Thành phố Hồ Chí Minh. Vòng giải thưởng của năm có 20 album tham gia tranh giải ở 4 hạng mục. Trong lần trao giải này, giải thưởng của Hội đồng nghệ thuật chỉ được trao cho 1 album duy nhất. 20 album vào được liveshow của năm đã chắc chắn giành được giải Top album 2009.
| Hạng mục                                  | Album                                     | Ca sĩ                                     | Chú thích                                 |
| Hạng mục do Hội đồng nghệ thuật bình chọn | Hạng mục do Hội đồng nghệ thuật bình chọn | Hạng mục do Hội đồng nghệ thuật bình chọn | Hạng mục do Hội đồng nghệ thuật bình chọn |
| ----------------------------------------- | ----------------------------------------- | ----------------------------------------- | ----------------------------------------- |
| Album nghệ thuật xuất sắc                 | Saigon Radio                              | Hà Anh Tuấn                               |                                           |
| Hạng mục do khán giả bình chọn            |                                           |                                           |                                           |
| Album được yêu thích                      | Vì em còn yêu                             | Thanh Thảo                                |                                           |
| Album được yêu thích                      | Con đường mưa                             | Cao Thái Sơn                              |                                           |
| Hạng mục khác                             |                                           |                                           |                                           |
| Ca sĩ thể hiện album thành công           | Một thập kỷ ca hát                        | 5 Dòng Kẻ                                 |                                           |
| Album có ý tưởng thiết kế                 | Chân dung 17                              | Hiền Thục                                 |                                           |

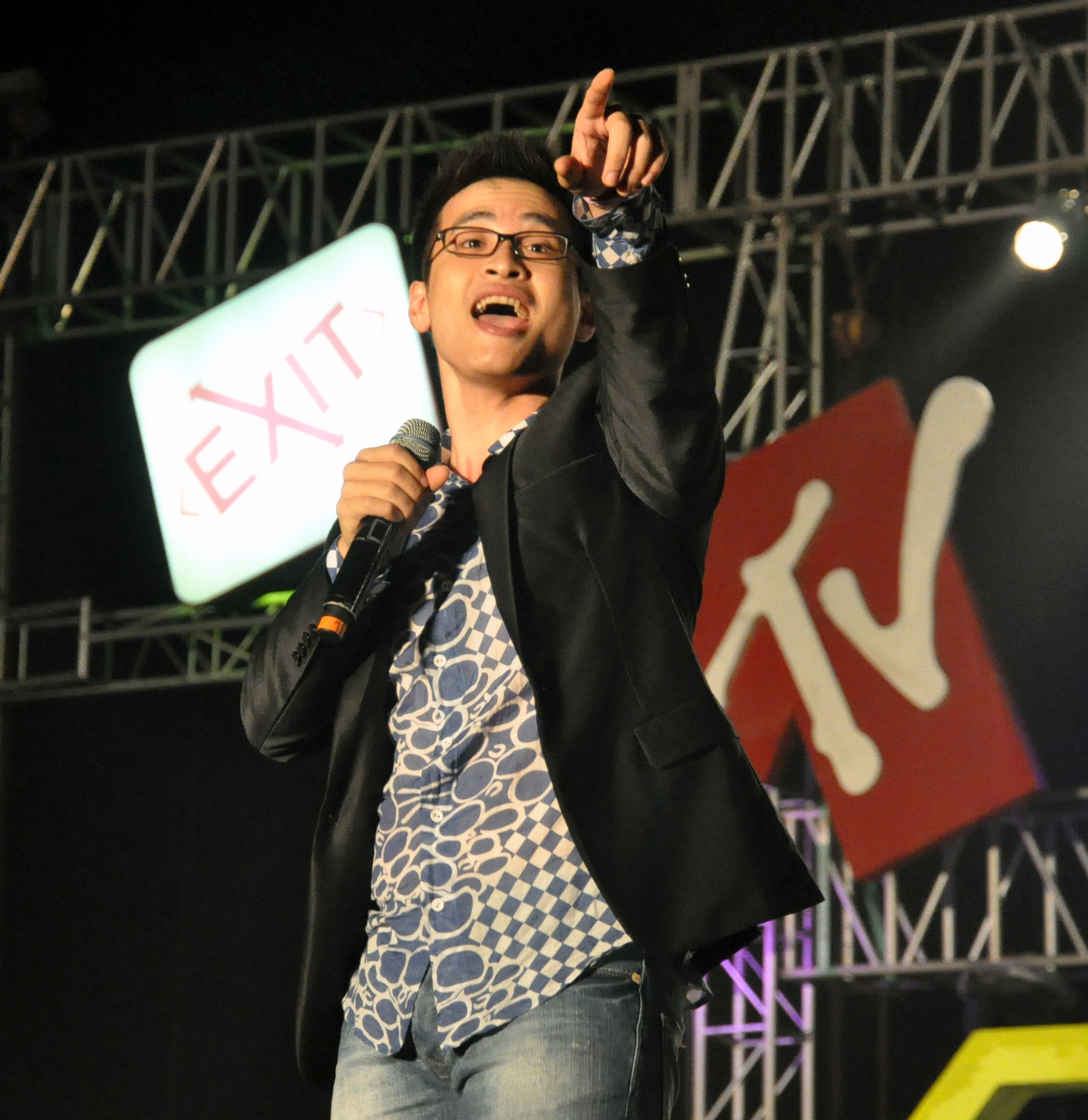
Hà Anh Tuấn

Khách mời của đêm trao giải có các ca sĩ Mỹ Lệ, Phương Anh, Phương Linh, Phương Vy, Cao Thái Sơn, Ngô Kiến Huy, nhóm Microwave, WanBi Tuấn Anh, Thủy Tiên, Quang Hà… Các màn biểu diễn trong đêm này không được đánh giá ca do các nghệ sĩ và khách mời thiếu sự chuẩn bị, dù biểu diễn tốt hơn nhưng Hiền Thục lại hát nhép.